# Pectiniunguis minutus
Pectiniunguis minutus är en mångfotingart som först beskrevs av Demange 1968.  Pectiniunguis minutus ingår i släktet Pectiniunguis och familjen småjordkrypare.
Artens utbredningsområde är Gabon. Inga underarter finns listade i Catalogue of Life.